# الخطوط الجوية الماليزية الرحلة 370
الخطوط الجوية الماليزية الرحلة 370 كانت طائرة من نوع بوينغ 777-200 إي أر في رحلة دولية مجدولة بين كوالالمبور، ماليزيا وبكين، الصين، وكان على متنها 227 راكب و12 من طاقم الطائرة.
الرحلة 370 انطلقت من كوالالمبور في الساعة 00:41 بتوقيت ماليزيا (UTC+8) في يوم 8 مارس 2014، وكان من المقرر لها أن تصل للعاصمة الصينية في الساعة 06:30 من نفس اليوم، وجاء في تقرير مركز سوبانغ لمراقبة الحركة الجوية أنه فُقد الاتصال مع الطائرة في تمام الساعة 02:40، وقد أكد سلاح البحرية الفيتنامية أن الطائرة تحطمت في خليج تايلاند.
وبلغ حجم القطع التي رصدها القمر الاصطناعي الصيني، 13 مترا على 18 مترا، و14 مترا على 19 مترا، و22 مترا على 24 مترا، وكانت منتشرة على شعاع 20 كيلومترا.
والمنطقة المراقبة تعتبر خطا بحريا رئيسيا، وفيها العديد من الحطام، مما يعقد عمليات البحث.
كما تبين أن آثار المحروقات التي عثرت عليها طائرات فيتنامية يوم الحادث لا علاقة لها بالطائرة.
وتوسع نطاق عمليات البحث التي دخلت الخميس يومها السادس لتشمل بحر أندامان على الساحل الغربي لـماليزيا بعيدا عن مسار الطائرة المفترض.
ويحد بحر أندامان من الجنوب الطرف الشمالي لجزيرة سومطرة الإندونيسية، ومن الشرق والشمال تايلاند وبورما.
وتشارك في عمليات البحث 42 سفينة، و39 طائرة من 12 دولة، من بينها الولايات المتحدة والصين واليابان.
وتشمل منطقة البحث قرابة 27 ألف ميل بحري (90 ألف كلم مربع أي مساحة البرتغال تقريبا).
وتكثر التأويلات حول اختفاء الطائرة المفاجئ من على شاشات الرادار: انفجار أو مشاكل تقنية كبيرة أو التفاف في المسار أو صاروخ أو انتحار الطيار.
وأعلنت ماليزيا، الخميس، سحب الرمز «إم إتش 370» من قائمة الرحلات «احتراما» لركاب وطاقم الرحلة. والرحلة بين كولالمبور وبكين بات رمزها «إم إتش 318».
وفي حال تأكد تحطم الطائرة في البحر، فستكون أسوأ كارثة جوية في الطيران التجاري منذ 2001، عندما تحطمت طائرة إيرباص إيه 300 تابعة لشركة أميركان ايرلاينز، وخلفت 265 قتيلا في الولايات المتحدة.
بعد التأكد من أن الطائرة الماليزية المختفية بقيت تحلق ليس 4 أو 5 ساعات بعد اختفائها الساعة 1.20 فجر السبت قبل الماضي عن رادار مطار كوالالمبور كما كانت المعطيات السابقة، بل 7 ساعات تقريباً، لأنها اختفت في الثامنة و11 دقيقة صباح ذلك اليوم عن قمر اصطناعي التقط «ومضات» كانت تبثها، لذلك فعمليات البحث الشاملة الآن في تايلاند وإندونيسيا وخليج البنغال وجزر تابعة للهند في المحيط الهادي، قد تمتد حتى باكستان وأفغانستان.
وكان رئيس الوزراء الماليزي، نجيب عبدالرزاق، ذكر السبت أن رادار دفاع جوي التقط إشارات تفيد بأن الطائرة استدارت غرباً باتجاه الأجزاء الشمالية من مضيق «ملقة» الفاصل بين ماليزيا وإندونيسيا، وأن من كان يقودها اتبع واحداً من مسارين: شمالي، يبدأ من شمال تايلاند إلى حدود كازاخستان وتركمانستان، الأبعد عن ماليزيا في آسيا الوسطى من باكستان وأفغانستان، أو جنوبي يبدأ من إندونيسيا باتجاه المحيط الهندي، حيث جزيرتا أندمان ونيكوبار التابعتان للهند.
رغم تعاون أكثر من عشر دول في عمليات البحث، مضى أسبوع على اختفاء الطائرة الماليزية دون أن تتمكن أي جهة من إيجاد دليل موثوق على مكان سقوط الطائرة أو تحديد سبب اختفائها. وكل ما يملكه أهالي الضحايا حالياً هي عدة فرضيات عن مصير الطائرة، دون أي إثبات على صحة إحدى هذه الفرضيات. وأحدث الدلائل على مكان سقوط الطائرة حددتها صور من القمر الصناعي الصيني تظهر 3 أجسام ضخمة طافية على سطح الماء في منطقة قريبة من نقطة انقطاع الإتصال مع الطائرة، ولكن السلطات الماليزية نفت أن تكون الصور لبقايا الطائرة المفقودة، وذلك بعد أن أرسلت طائرة للتحقق من من منطقة الصور الملتقطة.
وفي وقت سابق (8 مارس/آذار)، أعلن الجيش الفيتنامي اكتشاف بقع من الزيت في بحر الصين[ ؟ ] يحتمل أن تكون أثراً لسقوط الطائرة. وثبت بعد التدقيق والبحث أنها لا تعود للطائرة المفقودة. كما أخذت على محمل الجد شهادات العيان في المناطق الساحلية المحيطة بدائرة البحث، والتي أفاد بعضها بمشاهدة طائرة تحلق على ارتفاع منخفض فوق بحر الصين الجنوبي. ولكن هذه الشهادات لم تأت بنتيجة هي الأخرى. وبالإضافة إلى الدلائل المغلوطة، فقد أثارت بعض المعلومات المتعلقة بركاب الطائرة نظرية «العمل الإرهابي»، والتي لايزال الطرف الأمريكي يضعها ضمن الاحتمالات القائمة، بينما استبعدها الإنتربول. واستندت النظرية إلى معلومات حول استخدام جوازي سفر مسرقوين في حجز مقعدين على الطائرة، أحدهما سويسري والآخر إيطالي. ولم يتم إثبات حدوث عمل إرهابي أو عملية اختطاف حتى الآن. كما وضعت السلطات الماليزية احتمال انفجار الطائرة في الجو، ما اعتبرته الأطراف الأخرى المشاركة في عملية البحث احتمالاً يفتقر إلى معلومات تسنده. وذلك لأن الأقمار الاصطناعية والرادارات العسكرية لم ترصد أي إشارة لحدوث انفجار في الجو.
وتعتبر حادثة اختفاء الطائرة الماليزية (بوينغ 777) من أعقد ألغاز حوادث الطيران في التاريخ حتى الآن. وبالرغم من اشتراك مجموعة من الدول في عمليات البحث المستمرة منذ أسبوع، وذلك باستخدام عدد كبير من البواخر والطائرات وحتى الأقمار الإصطناعية، لم يظهر أي دليل واضح على مكان سقوط الطائرة، أو معلومات توضح سبب اختفائها.
وتشير التحقيقات الأولية إلى أن مساعد الطيار كان آخر من تكلم حسب التسجيلات الموجودة في غرفة المراقبة الجوية وهي التسجيلات التي تخضع لعملية تحليل وتحقيقات.
ونشرت صور لزكريا على مختلف مواقع وسائل الإعلام الاجتماعي، تتضمن صوراً لطائراته «الحرفية» كما وصفها زملاؤه، واحدة من نوع بيل 222، وهي طائرة هليكوبتر خفيفة الوزن بمحركين، وطائرة برمائية «كاتلاين بي بي واي»، كتب على مقدمتها كلمة «إنقاذ».
وبحسب صحيفة الديلي ميل البريطانية، فإن القبطان طباخ ماهر ومخترع غريب الأطوار وهو مدمن على ألعاب الطائرات «الفيديو غيمز»، وقد سبق وصمم طائرتين مماثلتين للأصل الحقيقي، يمكن التحكم بهما عن بعد، وهو ما أثار الشكوك حوله.
وقد باشرت الشرطة الماليزية التحقيق في احتمال أن يكون ربان الطائرة الماليزية المفقودة «إم إتش 370» قد خطف الطائرة التابعة للخطوط الماليزية، في احتجاج سياسي غريب.
ووصلت الشرطة لمنزل قبطان الطائرة زهاري أحمد شاه (53 عاماً)، فور انتهاء المؤتمر الصحافي لرئيس الوزراء، نجيب عبد الرزاق.
وأضافت صحيفة «ديلي ميل» البريطانية في تقرير لها أن الربان زهاري أحمد شاه (53 عاما) كان مناصراً كبيراً لقائد المعارضة الماليزي أنور إبراهيم، وأنه حضر محاكمته التي حكم عليه فيها بالسجن خمسة أعوام قبل مغادرته مدينة كوالالمبور بساعات.
وأكدت مصادر في الشرطة أن شاه كان ناشطاً سياسياً، مبدية قلقاِ من أن يكون قرار المحكمة بحق أنور إبراهيم تركه منزعجاً بشدة، الأمر الذي قد يجعله يسيطر على الطائرة المتجهة إلى بكين وتحمل على متنها 238 شخصاً.